# 茹村 (罗讷省)
茹村（法語：Joux，法語發音：[ʒu]）是法国罗讷省的一个市镇，属于索恩河畔自由城区。

## 地理
茹村（45°53'14"N, 4°22'19"E）面积25.18 平方千米，位于法国奥弗涅-罗讷-阿尔卑斯大区罗讷省，该省份为法国中东部省份，北起顺时针与索恩-卢瓦尔省、安省、里昂大都会、伊泽尔省和卢瓦尔省接壤。
与茹村接壤的市镇（或旧市镇、城区）包括：莱索瓦日、圣马塞尔莱克莱雷、塔拉尔、马谢扎勒、圣西尔德瓦洛日、维奥莱。

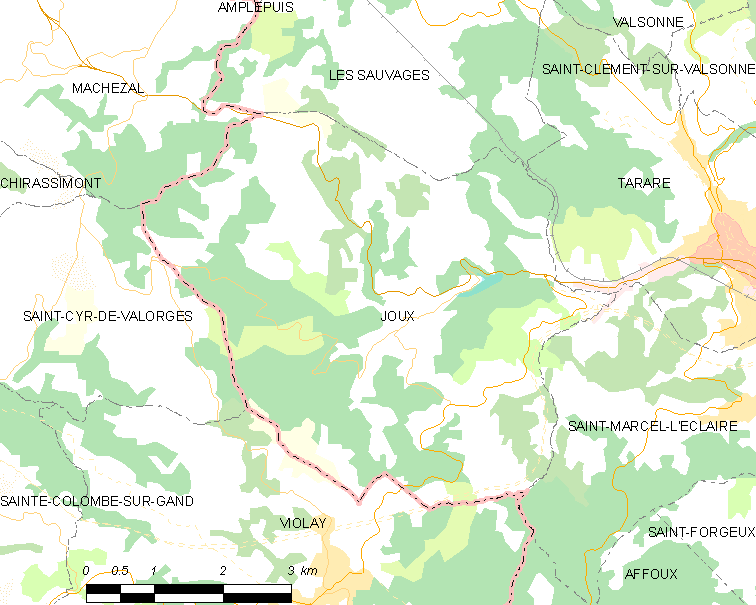
的OSM定位图

茹村的时区为UTC+01:00、UTC+02:00（夏令时）。

## 行政
茹村的邮政编码为69170，INSEE市镇编码为69102。

## 政治
茹村所属的省级选区为塔拉尔县。

## 人口

1962-2008年间人口变化图示

茹村于2022年1月1日时的人口数量为753人。